# Palais (affluent de la Vienne)
Pour les articles homonymes, voir Palais (homonymie).
Le Palais, ou la Cane dans sa partie amont, est un ruisseau français qui coule dans le département de la Haute-Vienne, en région Nouvelle-Aquitaine. C'est un affluent de rive droite de la Vienne.

## Géographie
Selon le  Sandre, le Palais est un cours d'eau dont la partie amont porte le nom de Cane.
La Cane prend sa source dans le département de la Haute-Vienne, à 517 mètres d'altitude dans les monts d'Ambazac, à l'ouest du lieu-dit le Vieux Hureau, dans le sud de la commune de Saint-Sylvestre, deux kilomètres au sud-sud-ouest du bourg.
Elle prend d'abord la direction du sud-ouest, passant sous la route départementale (RD) 5, et oblique vers le sud au bout de deux kilomètres. Elle sert de limite territoriale sur un kilomètre et demi en deux tronçons aux communes d'Ambazac et de Bonnac-la-Côte puis passe sous les RD 920, 97, 914 puis 142.
En moins de cent mètres, elle reçoit successivement ses deux principaux affluents, le Cussou en rive gauche puis la Mazelle en rive droite, et forme alors le ruisseau du Palais proprement dit.
Sinuant entre différents quartiers du Palais-sur-Vienne, le ruisseau est franchi par la ligne ferroviaire Limoges-Paris puis par la RD 29. Il conflue avec la Vienne en rive droite à 222 mètres d'altitude.
S'écoulant globalement du nord vers le sud, l'ensemble Cane-Palais est long de 16,2 km.

### Communes et départements traversés
La Cane et le ruisseau du Palais arrosent cinq communes, dans le département de la Haute-Vienne, soit d'amont vers l'aval : Saint-Sylvestre (source), Ambazac, Bonnac-la-Côte, Rilhac-Rancon et Le Palais-sur-Vienne (confluence avec la Vienne).

### Bassin versant
Outre les communes baignées par la Cane et le ruisseau du Palais, leur bassin versant en concerne également trois autres : Compreignac et Limoges arrosées par la Mazelle, ainsi que Saint-Priest-Taurion baignée par le Cussou.

## Affluents
Selon le  Sandre, l'ensemble Cane-ruisseau du Palais a huit affluents répertoriés. Les deux principaux sont la Mazelle, longue de 12,89 km en rive droite et le Cussou, long de 8,85 km en rive gauche.
La Mazelle ayant un sous-affluent, le nombre de Strahler de la Cane est de quatre.